# Spoogue
Spoogue est une série de bande dessinée d'Olivier Milhiet dont les trois volumes ont été publiés par Delcourt entre 2001 et 2005.

## Albums
- Delcourt, coll. « Terres de Légendes » :

1. Kougna, 2001[1].
2. Bourak, 2002.
3. Firnilate, 2005.